# The One (canção de Backstreet Boys)
"The One" foi o quarto single do álbum Millennium de Backstreet Boys. 

## Faixas (CD single)

### Estados Unidos
1. The One (Album Version)
2. The One (Instrumental)
3. Show Me the Meaning of Being Lonely (Soul Solution Mixshow Edit)
4. Larger than Life (Jack D. Elliot Radio Mix)

### Japão
1. The One (Album Version)
2. The One (Instrumental)
3. Show Me the Meaning of Being Lonely (Soul Solution Mixshow Edit)
4. SShow Me the Meaning of Being Lonely (Jason Nevins Crossover Remix)
5. Larger than Life (Jack D. Elliot Radio Mix)

## Remixes
- The One (Jack D. Elliot Club Mix)
- The One (Wunder Dub)
- The One (Pablo Flores Miami Mix Edit)
- The One (Album Version)
- The One (Jack D. Elliot Radio Edit)

## Versões
- The One [Album Version] - 3:46
- The One [Instrumental] - 3:46
- The One [Jack D. Elliot Radio Mix] - 3:35
- The One [Pablo Flores Miami Mixshow Edit]- 6:29
- The One [Pablo Flores Miami Club Mix] - 10:07

## Videoclipe
O vídeo foi dirigido por Chris Hafner & Kevin Richardson. É uma edição com várias imagens de shows da banda e de vídeos que os próprios integrantes gravaram durante a Millennium Tour. A ideia inicial do diretor era de gravar um vídeo num cenário como uma floresta, mas a banda havia encerrado uma turnê que levou seis meses e estava exausta, então nada os convenceu a encarar três dias de gravação para um novo vídeo. O jeito foi usar as imagens que já tinham. As imagens de fãs no clipe foi também uma forma de agradecimento pelo apoio que a banda teve.

## Posições nas paradas
- Billboard: Adult Contemporany - 15º
- Billboard: Hot 100 - 30º[1]
- Top 40 USA Singles: Maior posição - 21º em junho 2000.[2]